# Aira cupaniana
Aira cupaniana är en gräsart som beskrevs av Giovanni Gussone. Aira cupaniana ingår i släktet småtåtlar, och familjen gräs. Inga underarter finns listade i Catalogue of Life.